# Гювели, Йигитан
Йигитан Гювели (тур. Yiğithan Güveli; 16 мая 1998 года, Дериндже) — турецкий футболист, защитник клуба «Аданаспор».

## Клубная карьера
Йигитан Гювели — воспитанник стамбульского клуба «Фенербахче», присоединившись к его академии в возрасте 8 лет. 30 ноября 2016 года он дебютировал на профессиональном уровне, в матче группового этапа Кубка Турции с «Генчлербирлиги», где он также забил свой первый гол, открыв счёт на 24-й минуте. 3 июня 2017 года Гювели впервые появился на поле в игре Суперлиги, выйдя в основном составе в гостевом поединке последнего тура против «Аданаспора». 